# Dommartin (Rhône)
Dommartin település Franciaországban, Rhône megyében. Lakosainak száma 2607 fő (2022. január 1.). Dommartin Civrieux-d'Azergues, La Tour-de-Salvagny, Dardilly, Lentilly, Lissieu, Lozanne és Marcilly-d'Azergues községekkel határos.

## Népesség
A település népességének változása:
| Lakosok száma | 2637 | 2584 | 2679 | 2576 | 2573 | 2595 | 2551 | 2519 | 2607 |
|               | 2013 | 2015 | 2016 | 2017 | 2018 | 2019 | 2020 | 2021 | 2022 |